# D 695 (Türkei)
Die Straße D 695 (Devlet yolu 695) ist eine 435 km lange Straße in der Türkei.

## Verlauf

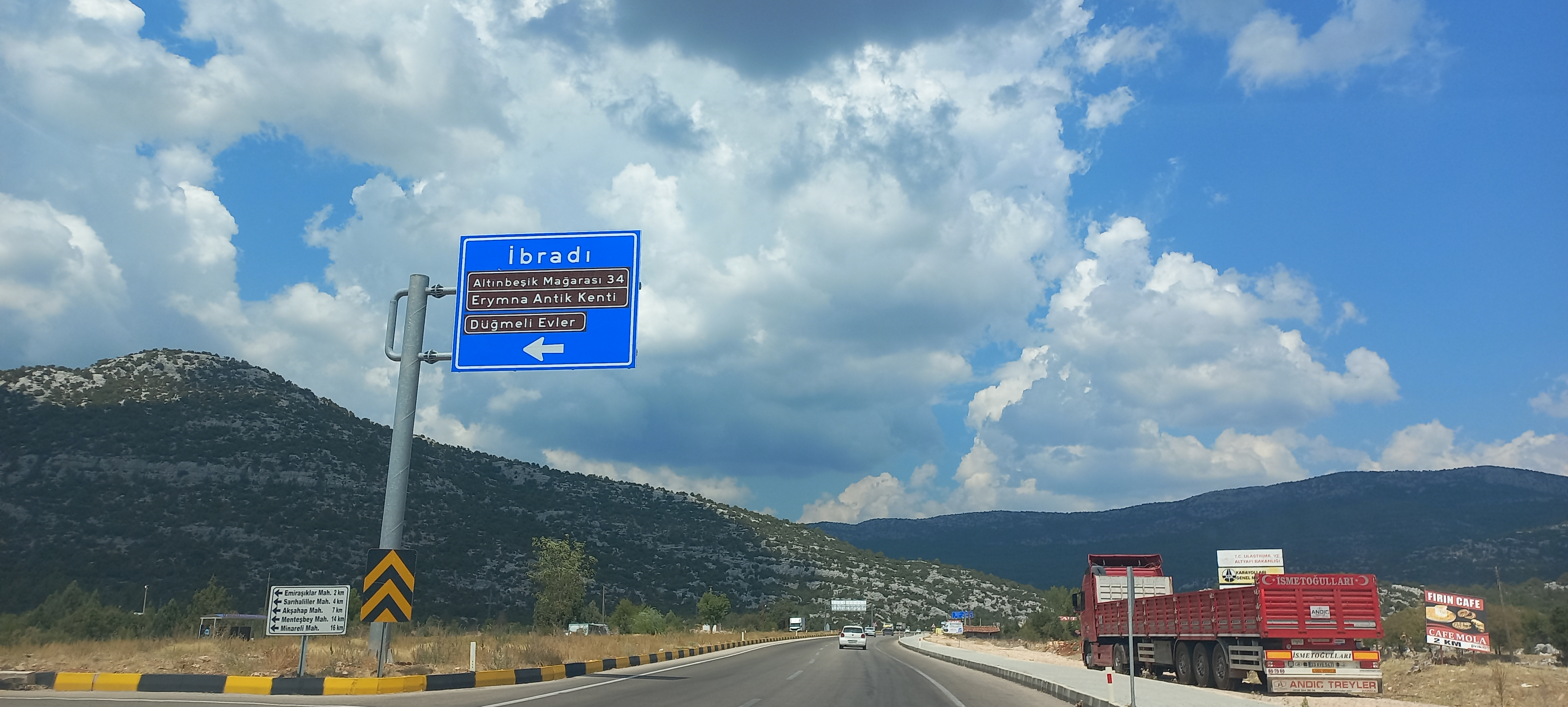
Abzweig nach İbradı (37° 1′ 29.93″ N, 31° 45′ 2.11″ E)

Die Straße geht in Polatlı von der West-Ost-Achse der D 200 (Europastraße 90) nach Süden ab und führt über Yunak in südwestlicher Richtung nach Akşehir, wo sie die West-Ost-Achse der D 300 kreuzt. Sie quert das Gebirge Sultan Dağları und biegt 13 km südlich von Yalvaç bei der Einmündung der D 320 nach Südosten ab. 3 km weiter mündet die D 330 ein. D D 695 führt weiter über Şarkikaraağaç und am Westufer des Beyşehir-Sees nach Beyşehir, wo der Ostabschnitt der D 330 abzweigt. Von dort führt sie nach Seydişehir. Hier mündet die von Konya kommende D 696 ein; die D 340 zweigt nach Südosten ab. Die D 695 führt am Westufer des Salzsees Suğla Gölü zunächst weiter nach Südsüdosten, wendet sich dann aber nach Westen und überschreitet im Pass Alacabel Geçidi (1825 m) das Gebirge Büyükgözel Dağı. In südwestlicher Richtung verlaufend passiert sie Akseki, führt weiter nach Süden und schließlich wieder nach Westen, bis sie in Kızılot 12 km südwestlich von Manavgat die an der Mittelmeerküste entlang führende D 400 erreicht und an dieser endet.